# Còpies d'estil
Les còpies d'estil són una transcripció de les cartes credencials, que lliura l'ambaixador nouvingut a una capital, al Ministre d'Afers Exteriors de l'estat receptor (o a qui aquest designi) en la primera visita que realitza el ministeri de relacions exteriors per tal de sol·licitar que se li fixi la data per a la presentació de les seves credencials al cap de l'estat.
L'article 13 de la Convenció de Viena sobre relacions diplomàtiques permet que sigui la data de lliurament de les còpies d'estil la que determini l'assumpció de funcions per part d'un ambaixador. Tanmateix, la majoria dels països continuen amb la pràctica tradicional que l'entrada en funcions no es produeixi fins a la presentació de les cartes credencials.